# Volby do Státního shromáždění Republiky Slovinsko 2008
Volby do Státního shromáždění Republiky Slovinsko se konaly 21. září 2008. Volební účast byla 63,10 %. Voleno bylo 88 poslanců z 90, zbylí dva byli delegáti národnostních menšin.

## Volební výsledky
| Politický subjekt                                    | Počet hlasů | Procenta | Mandáty |
| ---------------------------------------------------- | ----------- | -------- | ------- |
| Socialni demokrati                                   | 320 248     | 30,45 %  | 29      |
| Slovenska demokratska stranka                        | 307 735     | 29,26 %  | 28      |
| Zares                                                | 98 526      | 9,37 %   | 9       |
| Demokratična stranka upokojencev Slovenije           | 78 353      | 7,45 %   | 7       |
| Slovenska nacionalna stranka                         | 56 832      | 5,4 %    | 5       |
| Slovenska ljudska stranka + Stranka mladih Slovenije | 54 809      | 5,21 %   | 5       |
| Liberalna demokracija Slovenije                      | 54 771      | 5,21 %   | 5       |